# Magda László
Magda László (Marosvásárhely, 14 giugno 1912 – Nepi, 2 agosto 2002) è stata un soprano ungherese, che ha legato il suo nome soprattutto a opere del XX secolo.

## Biografia
Studiò all'Accademia Musicale Franz Liszt di Budapest, e debuttò al Teatro dell'Opera della stessa città nel 1943, come Elisabeth nel Tannhäuser di Wagner; più tardi interpretò Amelia nel Simon Boccanegra di Verdi. 
Nel 1946 si trasferì in Italia, dove apparve spesso in concerto con il pianista Luigi Cortese. Più tardi cantò regolarmente al Teatro dell'Opera di Roma e alla Scala di Milano. Fu la prima interprete del ruolo della madre nel Prigioniero di Dallapiccola, sia nella trasmissione radiofonica del 1949 che alla prima scenica al Teatro comunale di Firenze il 20 maggio 1950; interpretó ancora questo ruolo al Teatro Carlo Felice nel 1962 accanto a Scipio Colombo. Attrice e musicista dal canto raffinato, cantò numerose parti in lavori contemporanei italiani di Malipiero, Ghedini e Lualdi. Non tralascio, però, il repertorio tardo-ottocentesco, interpretando la figura di Asteria nel Nerone di Arrigo Boito, nel 1950, accanto ad Antonio Annaloro e a Carlo Tagliabue, alle Terme di Caracalla di Roma. 
Apparve anche al Festival di Glyndebourne, in particolare nel 1953 come protagonista nell'Alceste di Gluck, nel 1954 come Dorabella in Così fan tutte di Mozart, nel 1962 come Poppea ne L'incoronazione di Poppea di Monteverdi. Nel 1954 fu la prima interprete di Cressida in Troilus and Cressida di William Walton alla Royal Opera House di Londra.
Diede interpretazioni significative anche in Daphne di Richard Strauss, nella Turandot di Busoni,  come Marie nel Wozzeck di Berg, come Isotta in Tristano e Isotta e come Senta ne L'olandese volante di Wagner.
Registrò anche numerose cantate di Bach, diretta da Hermann Scherchen.

## Repertorio
- Franco Alfano
  - Sakùntala (Sakùntala)
- Ludwig van Beethoven
  - Fidelio (Leonora)
- Alban Berg
  - Wozzeck (Marie)
- Arrigo Boito
  - Nerone (Asteria)
- Ferruccio Busoni
  - Turandot (Turandot)
- Luigi Dallapiccola
  - Il prigioniero (La madre)
- Umberto Giordano
  - Madame Sans-Gêne (Caterina Hübscher)
- Christoph Willibald Gluck
  - Paride ed Elena (Elena)
  - Alceste (Alceste)
- Karl Goldmark
  - La regina di Saba (Astaroth)
- Georg Friedrich Händel
  - Agrippina (Agrippina)
- Hans Werner Henze
  - Boulevard Solitude (Manon Lescaut)
- Paul Hindemith
  - Cardillac (La dama)
- Claudio Monteverdi
  - L'incoronazione di Poppea (Poppea)
- Wolfgang Amadeus Mozart
  - Così fan tutte (Dorabella)
- Sergej Sergeevič Prokof'ev
  - L'angelo di fuoco (Renata)
- Giacomo Puccini
  - Gianni Schicchi (Lauretta)
- Richard Strauss
  - Daphne (Daphne)
- Igor' Fëdorovič Stravinskij
  - Edipo re (Giocasta)
- Giuseppe Verdi
  - I Lombardi alla prima crociata (Giselda)
  - Simon Boccanegra (Amelia Grimaldi)
  - Don Carlo (Voce dal cielo)
- Richard Wagner
  - L'olandese volante (Senta)
  - Tannhäuser (Elisabeth)
  - Tristano e Isotta (Isotta)
  - Il crepuscolo degli dei (Terza Norna)
- William Turner Walton
  - Troilo e Criseide (Criseide)